# Quiterianópolis
Quiterianópolis este un oraș în statul Ceará (CE) din Brazilia.